# Liste der Kulturdenkmäler in Girkenroth
In der Liste der Kulturdenkmäler in Girkenroth sind alle Kulturdenkmäler der rheinland-pfälzischen Ortsgemeinde Girkenroth aufgeführt. Grundlage ist die Denkmalliste des Landes Rheinland-Pfalz (Stand: 21. Dezember 2021).

## Einzeldenkmäler
| Bezeichnung | Lage               | Baujahr | Beschreibung | Bild            |
| ----------- | ------------------ | ------- | --- | --------------- |
| Hofanlage   | Langstraße 12 Lage | um 1700 | Hofanlage; Fachwerkhaus mit Niederlass, teilweise massiv, um 1700, Fachwerkscheune, zweite Hälfte des 18. Jahrhunderts | Fotos hochladen |